# 英文 (繙譯進士)
英文（1849年—1902年），字煥章，伊拉里氏，鑲紅旗滿洲松銳佐領下人，清朝政治人物，光緒二年（1876年）繙譯進士。

## 履歷
- 同治八年（1869年）十一月，由文生員考取繕本筆帖式。
- 同治九年（1870年）正月，補刑部繕本筆帖式，是年中式庚午科繙譯舉人。
- 同治十年（1871年）十一月，補授實缺筆帖式。
- 光緒二年（1876年），京察一等，是年中式丙子恩科繙譯進士，簽分兵部行走。
- 光緒三年（1877年）十一月，因捷報處辦理軍報出力，保奏賞加五品銜。
- 光緒五年（1879年）四月，學習期滿，奏留。九月，因辦理議功所事務出力，保奏賞加四品銜。
- 光緒九年（1883年）六月，題補主事；七月，題陞員外郎；十二月，挑補奏事官。
- 光緒十五年（1889年）二月，因襄辦大婚典禮，賞加花翎。
- 光緒十七年（1891年）十二月，八年報滿，奉旨再留八年，
- 光緒二十年（1894年）正月初九日，賞加三品銜，二月京察保列一等，奉旨記名以道府用。
- 光緒二十一年（1895年）七月奉旨補授湖南長沙府遺缺知府[1]
- 光緒二十二年（1896年）三月到省，補岳州府知府，是年六月二十日到任。
- 光緒二十八年（1902年）四月二十五日，因病出缺[2]。